# EU 2020-strategie
De Europa 2020-strategie is de langetermijnstrategie van de Europese Unie (EU), die tijdens de Europese Raad van 17 juni 2010 is vastgesteld door de regeringsleiders van de EU-landen. Deze strategie heeft als doelstelling de Europese economie te ontwikkelen tot een zeer concurrerende, sociale en groene markteconomie. Zij bouwt voort op de strategie van Lissabon, die tot 2010 liep, en heeft eveneens een looptijd van 10 jaar.

## Inhoud
Met de 2020-strategie wil de EU een goede uitweg uit de economische crisis vinden, maar ook ambitieuze structurele hervormingen in gang zetten. In tegenstelling tot de strategie van Lissabon zijn er een beperkt aantal kerndoelen die met elkaar samenhangen.
Over de volgende doelen is overeenstemming bereikt:

### Meer onderzoek en ontwikkeling
Investeringen in onderzoek van overheid en bedrijven moeten stijgen tot 3 procent van het bruto binnenlands product. Zowel de overheid als het bedrijfsleven moeten daaraan bijdragen.

### Meer werkgelegenheid
In 2020 moet 75 procent van de Europeanen van 20 tot en met 64 jaar betaald werk verrichten. Meer jongeren, ouderen, laaggeschoolden en legale immigranten moeten aan het werk.

### Groene economische groei
De 20/20/20-doelstellingen moeten worden gehaald: de uitstoot van broeikasgassen moet met 20 procent worden verminderd ten opzichte van 1990, de energie-efficiëntie moet met 20 procent zijn verhoogd en 20 procent van de energie moet op duurzame wijze worden opgewekt. Indien andere ontwikkelde landen, buiten de EU, bereid zijn om de uitstoot van broeikasgassen ook sterk terug te dringen, wil de EU haar doelstelling na 2012 nog verscherpen. De Europese uitstoot zou in dat geval met 30 procent moeten worden teruggebracht ten opzichte van 1990.
Daarnaast is er overeenstemming over twee doelen die per lidstaat nog vertaald moeten worden naar nationale doelen:

### Bevorderen van sociale insluiting
Het aantal Europeanen dat op de grens van de armoede leeft moet worden verminderd. Daardoor moet aan ten minste 20 miljoen mensen een uitweg uit het risico op armoede worden geboden.

### Onderwijsniveau verhogen
In 2020 moeten minder jongeren vroegtijdig de school verlaten. Het percentage vroegtijdige schoolverlaters moet onder de 10 procent komen te liggen. Daarnaast moet ten minste 40 procent van de jongeren een diploma in het hoger onderwijs halen.

## Vlaggenschipprogramma's
Zeven vlaggenschipprogramma's (kerninitiatieven) zijn opgesteld om aan de strategie concrete invulling te geven. Dit zijn:
1. Digitale Agenda voor Europa
2. Innovatie-Unie
3. Jeugd in beweging
4. Efficiënt gebruik van hulpbronnen
5. Een industrieel beleid in een tijdperk van globalisering
6. Een agenda voor nieuwe vaardigheden en banen
7. Europees platform tegen armoede

De Digitale Agenda voor Europa is onder verantwoordelijkheid van eurocommissaris Neelie Kroes tot stand gekomen. De andere initiatieven zijn nog niet ingevuld.